# Cine Astor
El Cine Astor o Astor Palace va obrir les portes el 17 de desembre de 1959 al Passeig de Fabra i Puig, 141 de Barcelona. Tenia una capacitat de 1200 butaques. La direcció anava a càrrec de l'empresari Alfred Borràs i Castells. El dissenyà l'arquitecte Josep Maria Jordan i Casaseca.
Comptava amb un gran vestíbul on es podia fumar, passejar i fer consumicions al bar, entre d'altres.
La seva programació solia estar formada per un programa doble que incloïa un documental NO-DO. La sala formava part d'un circuit de locals que compartien programació.
Després de la mort del propietari, la direcció va anar a càrrec de la seva filla Gisela. I va passar a programar de forma conjunta amb els cines Texas i Dante.
L'última projecció va tenir lloc el 31 de juliol de 1993 amb Sister Act i Los cerros de desierto.

## Curiositats
- El 27 d'octubre de 1974 la sala es va convertir en seu d'una taula rodona sobre "La situación actual de la Enseñanza Media en el Distrito 9º".[2]
- Va arribar a ser un dels cinemes més barats de Barcelona. El preu rondava les 200-250 pessetes i en altres cinemes podia valer fins 450 pessetes.[3]